# コンゴ民主共和国の国章
コンゴ民主共和国の国章（コンゴみんしゅきょうわこくのこくしょう Coat of arms of the Democratic Republic of the Congo）は、2006年に新しく制定された。豹、象牙、石槍の下に、"Justice, Paix, Travail" 「正義、平和、労働」と書かれたリボンが配されている。2003年制定のものには、国の標語 "Démocratie, Justice, Unité" 「民主主義、正義、団結」と書かれている。

## 国章の変遷

コンゴ自由国の国章(1885年–1908年)
ベルギー領コンゴの国章 (1908年–1960年)
コンゴ共和国（コンゴ・レオポルドヴィル）の国章 (1960年–1971年)
ザイール共和国の国章(1971年–1997年)
1997年制定の国章
1999年制定の国章
2003年制定の国章